# Ioan Vernescu
Ioan Vernescu (n. 15 februarie 1865, Buzău - d. 2 decembrie 1935):p. 339 a fost unul dintre generalii Armatei României din Primul Război Mondial.
A îndeplinit funcția de comandant de divizie de infanterie în campania anului 1918.

## Cariera militară
După absolvirea școlii militare de ofițeri cu gradul de sublocotenent, Ioan Vernescu a ocupat diferite poziții în cadrul unităților de artilerie sau în eșaloanele superioare ale armatei, cele mai importante fiind cele de comandant al Regimentului 2 Artilerie, Brigăzii 1 Artilerie Grea, Comandamentului teritorial al Corpului 5 Armată sau director al Direcției artileriei din Ministerul de Război.
În anul 1903 a fost detașat pentru un stagiu de stat major în armata austro-ungară.:p. 339
În perioada Primului Război Mondial, a îndeplinit funcțiile de: comandant al Brigăzii 1 Artilerie Grea, șef de stat major și șef al
Serviciului Artileriei la Corpul I Armată și comandant al Diviziei 5 Infanterie, începând cu 25 mai/7 iunie 1918. A participat la Operația de la Flămânda, Bătălia pentru București și Bătălia de la Mărășești.:p. 339
După război a îndeplinit o serie de funcții în eșaloanele superioare ale armate, cea mai importantă fiind aceea de comandant al Corpului 3 Armată. A fost trecut în rezervă la 1 octombrie 1929.:p. 339

## Decorații
- Ordinul „Steaua României”, în grad de ofițer (1913)
- Ordinul „Coroana României”, în grad de comandor (1912)
- Medalia „Bărbăție și Credință” cu distincția „Campania din 1913” (1913)
- Crucea „Meritul Sanitar” (1913)[1]:p. 622